# Eduardo Deluca
Eduardo Carlos Deluca Alevato (Banfield, Gran Buenos Aires, Argentina, 17 de setembre de 1940 - Buenos Aires, 4 de juny de 2022), més conegut com a Eduardo Deluca o Eduardo Carlos Deluca va ser un empresari i dirigent esportiu argentí, president del Club Atlétic Defensores de Belgrano, secretari general de l'Associació del Futbol Argentí (AFA), secretari general de la Confederació Sud-americana de Futbol (CONMEBOL) durant 23 anys, entre el 1986 i el 2011, i membre de la Comissió d'Estudis Estratègics de la Federació Internacional de Futbol Associació (FIFA)
A finals de 2015 va ser acusat de corrupció pel Departament de Justícia dels Estats Units en el conegut com a Cas Fifagate. L'extradició sol·licitada per les autoritats estatunidenques no va prosperar.
El novembre de 2019, Eduardo Deluca va ser inhabilitat a perpetuïtat per la FIFA.

## Trajectòria
Deluca, que va iniciar-se com a jugador de futbol de les categories inferiors del Club Atlétic Defensores de Belgrano, del qual va arribar a ser-ne dirigent, va fer carrera professional com a home de confiança del que fou president de l'AFA, l'influent home fort del futbol sud-americà, Julio Grondona. Amb l'arribada de Grondona a la presidència de l'AFA, Deluca va assumir la secretaria general.
L'any 1986, Deluca va ser nomenat secretari general de la Confederació Sud-americana de Futbol (CONMEBOL), càrrec que va exercir durant vint-i-tres anys.
L'any 2011, la TV Amèrica va difondre una gravació en la qual apareixia Grondona reconeixent negocis irregulars. Grondona creia que Deluca estava al darrere de la gravació i va pressionar-lo fins que va presentar la seva dimissió. Va ser substituït per José Luis Meiszner, un altre home de confiança de Julio Grondona.
L'any 2014, Eduardo Deluca i l'exdirector regional de la FIFA per a l'Amèrica Llatina, Andrés Castelli, van ser processats per blanqueig de capitals en una causa iniciada a Suïssa en la que s'investigaven milionaris moviments de fons vinculats a pagaments de publicitat esportiva a través d'un banc radicat a Suïssa. Els investigadors van determinar que, l'any 2011, Deluca havia comprat tres immobles en efectiu per un import aproximat de 600.000 dòlars. Deluca va al·legar que aquests diners provenien de premis obtinguts en apostes esportives que no es van poder demostrar. L'any 2018, aquestes finques van ser embargades per la justícia argentina.
L'abril de 2016, el nom d'Eduardo Deluca va aparèixer en els documents filtrats a l'escàndol conegut com a Papers de Panamà. Segons les revelacions de la web del Consorci Internacional de Periodistes d'Investigació (ICIJ), Deluca com a secretari general i Nicolás Leoz com a president de la CONMEBOL, haurien cobrat i distribuït suborns per un import de 97 milions de dòlars pels drets de retransmissió televisiva de la Copa Libertadores entre els anys 2008 i 2018.

## Fifagate
El 3 de desembre de 2015, Deluca va ser un dels setze acusats addicionals per la justícia nord-americana en la segona gran relació d'implicats en el denominat Cas Fifagate.
La justícia dels Estats Units va demanar la seva extradició pels delictes de frau electrònic, blanqueig de capitals i crim organitzat. Segons la fiscalia, Deluca hauria rebut importants quantitats de diners durant molts anys a canvi d'afavorir l'adjudicació de contractes de drets de futbol a determinades empreses de màrqueting.
El 10 de desembre de 2015, Deluca es va presentar davant la justícia argentina i va quedar detingut sota arrest domiciliari a l'espera de la decisió definitiva sobre la demanda d'extradició.
El 18 d'octubre de 2016, el jutge Bonadío va rebutjar la petició d'extradició sol·licitada per la justícia dels EUA. El jutge va argumentar en la seva decisió que Deluca ja estava sent jutjat a l'Argentina i que seria inconstitucional que fos jutjat pels mateixos delictes a dos països diferents.
El 12 de novembre de 2019, Eduardo Deluca va ser inhabilitat a perpetuïtat pel Comitè d'Ètica de la FIFA i multat amb un milió de francs suïssos per haver infringit l'article 27 (suborn) del codi ètic.
El 6 d'abril de 2020, un tercer escrit de la fiscalia estatunidenca va ampliar les acusacions pel cas Fifagate a quatre implicats més. En el mateix escrit es van reformular les acusacions a tretze dels implicats en els escrits anteriors. Un d'aquests tretze era Eduardo Deluca, al que s'acusava ara de blanqueig de capitals, frau electrònic i conspiració per a delinquir.
L'octubre de 2020, les autoritats suïsses van restituir a la CONMEBOL la quantitat de trenta-set milions de dòlars confiscats als comptes particulars de Nicolas Leoz i d'Eduardo Deluca.
El 4 de juny de 2022, Eduardo Deluca va morir a Buenos Aires a l'edat de 81 anys.